# Pilosocereus robinii
Pilosocereus robinii är en kaktusväxtart som först beskrevs av Lem., och fick sitt nu gällande namn av Byles och Gordon Douglas Rowley. Pilosocereus robinii ingår i släktet Pilosocereus och familjen kaktusväxter.

## Underarter
Arten delas in i följande underarter:
- P. r. deeringii
- P. r. robinii

## Bildgalleri

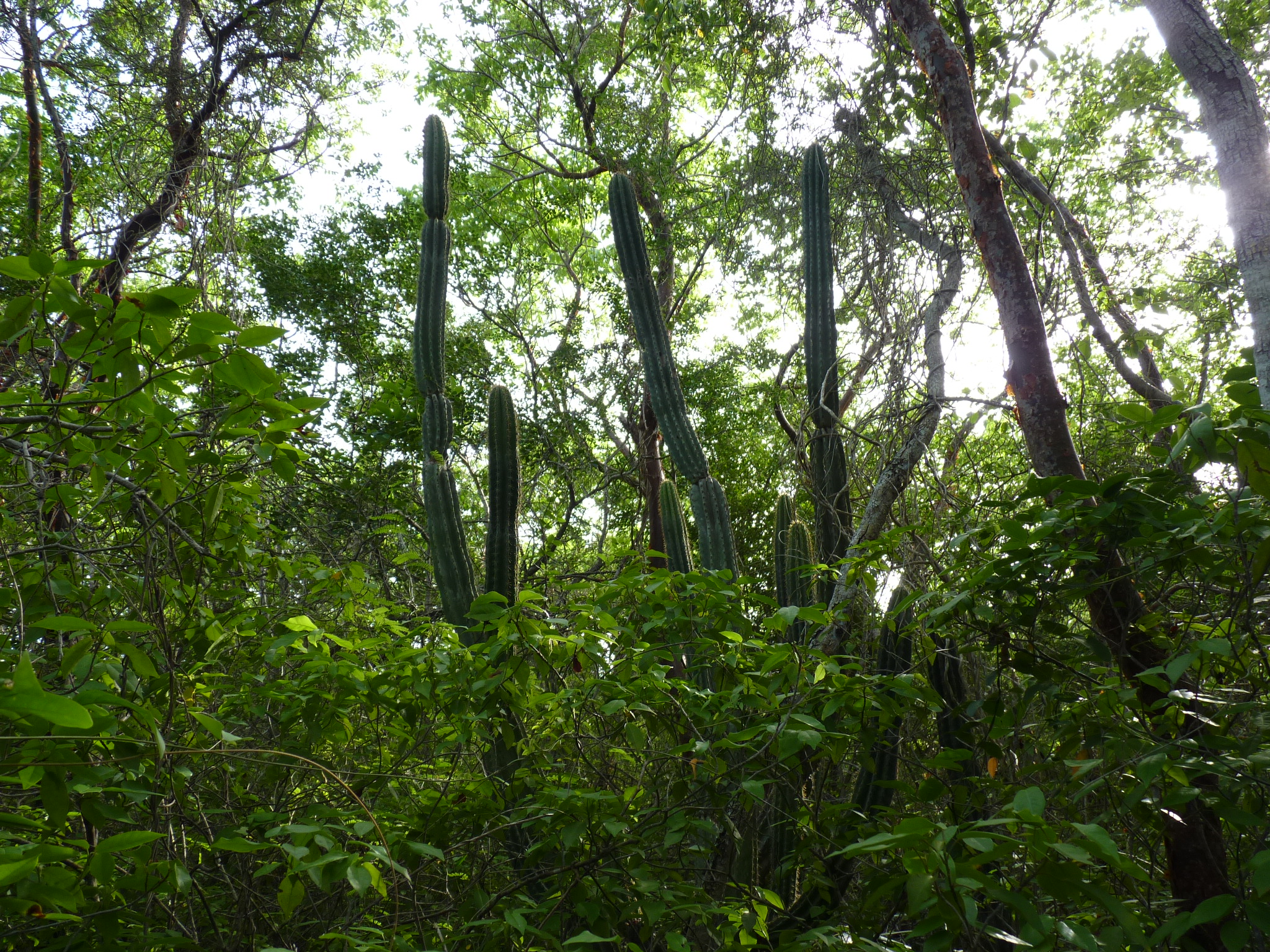
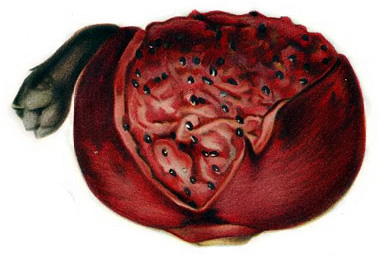